# وکس خریستی

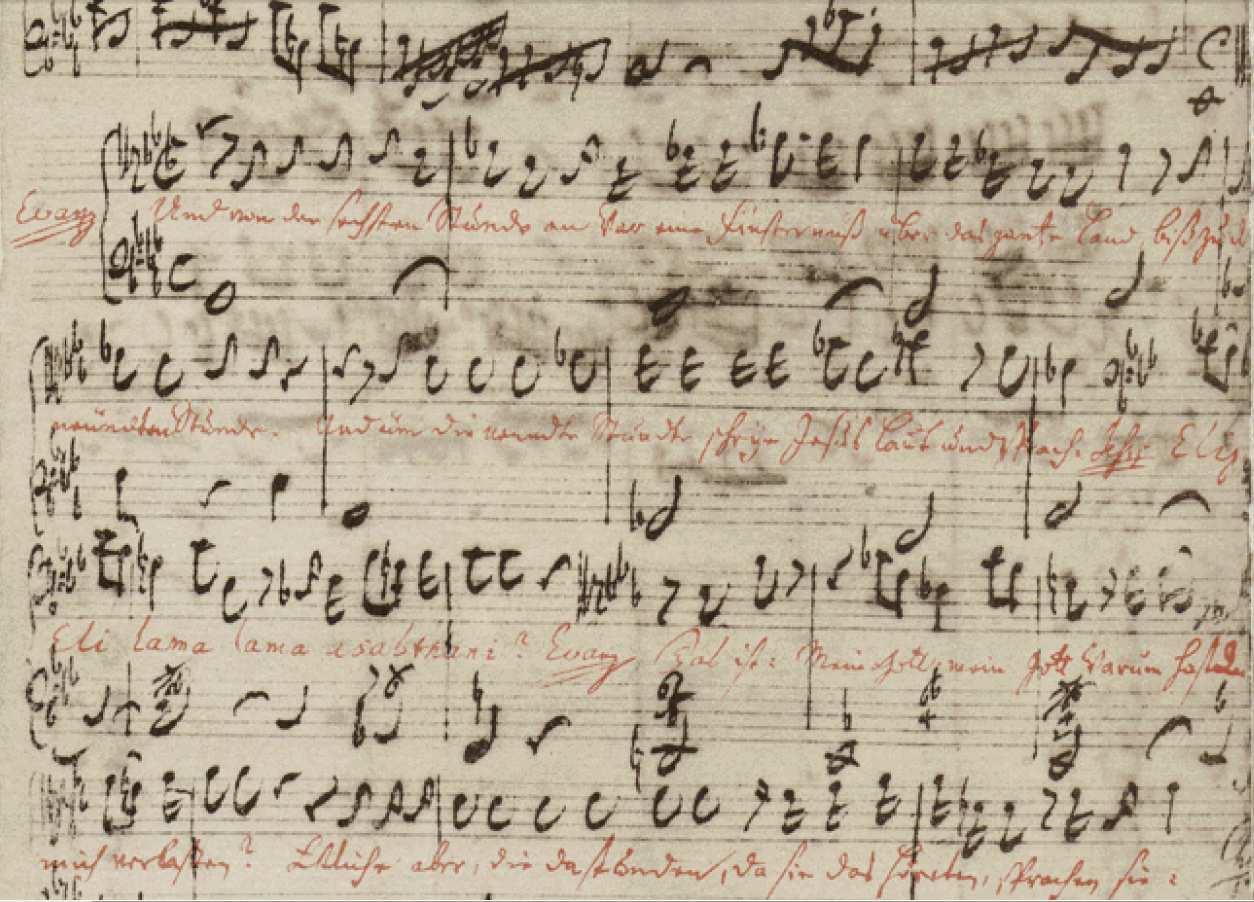
ترکیب صدای مسیح و حواریون در انجیل به روایت متی اثر باخ

وُکس خریستی (لاتین: Vox Christi) یا صدای مسیح به کلام یا سخنان عیسی مسیح در یک اثر آوازی یا موسیقی همچون پاسیون، اوراتوریو یا کانتات گفته می‌شود. به‌طور سنتی در موسیقی پروتستان دوران باروک صدای مسیح همواره از نوع باس بود.
در آلمان پروتستان، کلمات سخنان عیسی مسیح در آثار آوازی به زبان آلمانی هستند: زمانی که اثر آوازی حاوی متنی از انجیل خوانده باشد، مانند پاسیون‌های یوهان سباستیان باخ، این سخنان از ترجمهٔ کتاب مقدس لوتر گرفته شده‌است، اما این سخنان ممکن است به صورت اشعار آزاد (غیرمقدس) هم باشند؛ مثلاً در پاسیون بروکس. در هر صورت، این آثار ممکن است حاوی مجموعه ای از سخنان یک بشارت‌دهنده باشد هم باشد که به‌طور سنتی از صدای تِـنور برای آن استفاده می‌شد.
علاوه بر تفاوت در گونه‌های صدا، برای متمایز نمودن کلام عیسی مسیح از سایر آوازها و متن‌ها، سعی می‌شد آنها را به صورت آریوسو یا گفت‌آواز همراهی‌شونده اجرا کنند؛ در حالی که سخنان حواریون و دیگر شخصیت‌ها اثر به صورت گفت‌آواز خشک اجرا می‌شد. به عنوان مثال در انجیل به روایت متی، باخ صدای مسیح را به‌صورت گفت‌آواز همراهی‌شونده با سازهای زهی و باسو کُنتینوئو ارائه کرده‌است.
از میان خوانندگانی که صدای مسیح را اجرا می‌کردند، می‌توان به دیتریش فیشر-دیسکاو اشاره کرد.